# Sete Pedras
Sete Pedras és un illot al golf de Guinea i és una de les illes més petites de São Tomé i Príncipe. L'illot es troba a menys de 5 km al sud-est de la part més meridional de l'illa de São Tomé amb la terra més propera a Ponta Haleia a l'oest, al nord-oest es troba l'illa més pròxima Ilhéu Quixibá, alguns quilòmetres al sud és l'equador. El nom portuguès fa referència set roques que encara existeixen avui i estan dividides en quatre roques grans i 11 roques petites. TLa seva longitud és de 690x440 m, té forma triangular. És una de les zones més petites de la nació on la vegetació no existeix. Durant l'Edat de Gel, va formar la part sud-est de l'illa de São Tomé fins als voltants de 8.000 i 7.000 aC.
L'única fauna prevalent a l'illa són ocells i algunes criatures marines, inclosos mol·luscs. Altra fauna són peixos i el corall que envolten els illots.